# Tatort: Oben und unten
Oben und unten ist ein Fernsehfilm aus der Fernseh-Kriminalreihe Tatort der ARD und des ORF. Es ist der zwanzigste Fall des Berliner Ermittlerduos Ritter und Stark. Der RBB produzierte den Film unter der Regie von Bodo Fürneisen und wurde am 19. April 2009 in Das Erste zum ersten Mal gesendet.
Die Ermittler haben einen Mordfall zu klären, bei dem sie von ominösen Immobilien-Geschäften umgeben sind und am Ende einem privaten Racheakt gegenüberstehen.

## Handlung
In der Berliner U-Bahn wird der Bauunternehmer Horst Baumann erschlagen aufgefunden. Die U-Bahn scheint nicht der Ort des Mordes zu sein, vielmehr wurde Baumann wie schlafend hingesetzt und erst im Depot von Putzpersonal entdeckt. Keinem der Passagiere ist er vorher aufgefallen, auch nicht bei der Platzierung durch den Täter. Die Ermittler Ritter und Stark macht das stutzig – auch, da sie auf den Überwachungsaufnahmen der U-Bahn nichts Verdächtiges entdecken.
Weber durchleuchtet Baumanns Vergangenheit und findet heraus, dass er geschieden ist und durch eine spektakuläre Firmenpleite ins Licht der Öffentlichkeit gerückt war. Nach anschließend längerer Zeit im Ausland kehrte er inzwischen mit seiner zweiten Frau Alissa wieder nach Berlin zurück. Sein Konkurs hatte zwanzig Handwerksbetriebe mit in die Pleite getrieben, darunter auch die kleine Elektrofirma von Frank Rothe, der nun als Elektriker bei den Berliner Verkehrsbetrieben arbeitet. Gegenüber den Ermittlern gibt er an, von Baumanns Rückkehr nichts gewusst zu haben. Als Geschäftsmann hätte er eher merken müssen, dass mit Baumann etwas nicht stimmte. Er hege keinen Groll gegen ihn. Dennoch sind die Kommissare nicht überzeugt, schließlich kennt er sich im U-Bahn-Gelände aus und wüsste sicher, wie man die Überwachungskameras umgehen kann.
Bei der Befragung von Alissa Baumann gewinnen Ritter und Stark den Eindruck, dass die Ehe der beiden nicht so harmonisch war, wie sie vorgibt. Vom Au-Pair-Mädchen der Baumanns erfährt Stark, dass es am Abend des Verschwindens von Baumann eine heftige Auseinandersetzung zwischen den Eheleuten gegeben hatte. Stark konfrontiert Alissa Baumann, welche zugibt, in letzter Zeit uneins mit ihrem Mann gewesen zu sein. Jedoch hätten sie im Interesse ihres Sohnes an der Lösung ihrer Probleme gearbeitet. Sie gibt Stark den Laptop ihres Mannes mit, der eine CD enthält, auf dem eine vermutlich obdachlose Frau zu sehen ist, wie sie Leergut sammelt. Diese hätte sich ihr Mann in letzter Zeit immer wieder angesehen. Stark kümmert sich zunächst weiter um Alissa Baumann und observiert sie. Sie trifft sich am Abend mit dem Kompagnon der Firma, Edgar Alsfeld, mit dem die Baumanns Immobilien kostensparend sanieren. Ihr aktuelles Projekt sind die „Schinkelhöfe“, die aufgrund falscher Berechnungen abgerissen werden müssen. Stark wird Zeuge eines eskalierenden Streits zwischen Baumann und Alsfeld, wobei er sie stark würgt, bis Stark eingreift.
In den Überwachungsaufnahmen entdeckt Weber Bilder von Baumann, wie er mit einem Koffer im U-Bahn-Tunnel verschwindet. Infolgedessen begibt sich Ritter auf die Suche nach Hinweisen in den dort angrenzenden Katakomben unter Berlin. Er begegnet einem Unbekannten, der vor ihm flieht und entdeckt Blutspuren sowie eine Eisenstange; der Fundort scheint auch Tatort zu sein. Ein zurückgelassenes T-Shirt führt Ritter zu einer Gruppe schwer erziehbarer Jugendlicher. Ihr Betreuer ist Daniel Roßhaupter, der zugibt, mit ihnen Touren in die Katakomben unternommen zu haben. Er erklärt sich bereit, Ritter ins Labyrinth aus Gängen und Schächten zu führen, wo sie schließlich auf den seltsamen, verwirrt wirkenden Künstler und Einsiedler Gregor treffen. In seiner „Werkstatt“ findet Ritter den Metallkoffer, den Baumann bei sich hatte.
Während der Verdächtige auf dem Präsidium verhört wird, erreichen Stark Drohbriefe, die offensichtlich Rothe an Baumann und Alsfeld geschickt hatte. Darin droht er an, mit ihnen abzurechnen. Stark stellt Rothe zur Rede, der aber seine Unschuld beteuert – trotz seiner Tötungsfantasien an Baumann. Rothe hat eine Wand mit Zeitungsausschnitten und Fotos von Baumann zusammengestellt, auf der Stark ein Foto mit einer Frau ins Auge fällt. Die Recherche ergibt, dass dies Baumanns erste Frau ist. Schnell wird der Zusammenhang zu Aufnahmen der CD von Baumann hergestellt, die sie zeigen. Trotz eines festen Wohnsitzes ist sie sozial abgestiegen und lebt jetzt vom Flaschensammeln. In der Ansprache spricht sie von einem Sohn, der sich als Daniel Roßhaupter herausstellt. Als neuem Verdächtigen gelingt diesem zunächst die Flucht in die U-Bahn, wo er seine Mutter trifft, die allerdings nichts von ihm wissen will. Daniel ruft ihr nach: „Er hat Dich nie geliebt. Ich wollte das Geld für dich. Er sollte sagen, dass es ihm leid tut. Ein einziges Mal, aber er hat nur gelacht. Ich habe ihn getötet.“ Seine Mutter hält kurz inne, geht dann aber weg. Kurzentschlossen will sich Daniel vor eine U-Bahn werfen, aber die Ermittler können ihn davon abhalten.
Beim Verhör von Gregor Sasmussen hatte Ritter bereits erfahren, dass er den erschlagenen Baumann in seinem „Reich“ tot aufgefunden hatte. Er hatte ihn wieder in die U-Bahn geschafft und wie ein Kunstwerk inszeniert. Den Koffer mit dem Geld hatte er an sich genommen und die Scheine frei unter der Berliner Bevölkerung verteilt.

## Hintergrund
Oben und unten wurde von „Ziegler Film“ im Auftrag des Rundfunks Berlin-Brandenburg hergestellt. Die Dreharbeiten erfolgten in Berlin.
Teil des Soundtracks ist Schwarz zu blau, ein Titel von Peter Fox, der zu den Bildern der pulsierenden Großstadt eingespielt wird.

## Rezeption

### Einschaltquoten
7,79 Millionen Zuschauer sahen die Folge Oben und unten in Deutschland bei ihrer Erstausstrahlung am 19. April 2009, was einem Marktanteil von 23,0 Prozent entsprach.

### Kritik
Tilmann P. Gangloff meint bei tittelbach.tv etwas verhalten: „Faszinierender als der Krimi-Plot vom ‚Tatort – Oben und unten‘ sind die Ermittlungen in der Unterwelt: dem undurchschaubaren Tunnelsystem unter der Stadt. Gut besetzt, atmospärisch [sic], aber spannungsarm.“
Joachim Hirzel bei Focus online bewertet den Tatort wie folgt: „Es scheint Mode zu werden bei deutschen Krimis, die Zuschauer lange an der Nase herumzuführen. Sie möglichst bis zur letzten Minute auf falsche Fährten zu locken, ihnen falsche Verdächtige zu präsentieren. Das ist in Ordnung, solange es die Spannung steigert. Es ist aber nicht mehr in Ordnung, wenn es zu dem führt, was wir bei ‚Oben und unten‘ erleben mussten: Dass nicht mehr genügend Zeit bleibt, um den wahren Tathergang plausibel zu erklären und um den Figuren, die plötzlich eine so zentrale Rolle spielen […], die nötige Tiefe zu geben. Schade eigentlich.“
Bei Stern.de urteilt Kathrin Buchner: „‚Oben und unten‘ […] spinnt ein feines Beziehungsnetz durch Berlin. Das Neonlicht der U-Bahn-Stationen, Zuggleise im Morgengrauen und in der Abenddämmerung, der Fernsehturm, sanierte Luxuswohnungen, Hochhäuser, die Schächte unter der Hauptstadt - Regisseur Nils Willbrandt findet starke Symbolbilder für gesellschaftliche Kluften und die Diskrepanz zwischen Privilegierten der Oberschicht und den vielen Menschen ohne Chance. Himmel und Hölle, reich und arm, oben und unten.“
Die Kritiker der Fernsehzeitschrift TV Spielfilm finden, dieser Tatort ist ein: „Etwas kopflastiger, gewollt mythologischer Krimi, der von sozialer Kälte erzählen will, aber eher in kleinen Szenen überzeugt. Fazit: Schwerblütiger, düsterer Untergrundkrimi.“